# Tratado de Bolotovo
El tratado de Bólotovo fue un tratado que se firmó en 1348 por el que la república de Pskov se independizó de la de Nóvgorod (antigua república septentrional de la actual Rusia). Anteriormente formaba parte del territorio novgorodiense y estaba regido bajo las políticas del gobierno central con sede en Nóvgorod aunque disfrutaba de cierto grado de autonomía.
El historiador Valentín Yanin afirmó que Pskov era en términos políticos un "estado independiente" desde 1329.